# Richard Bruno
Richard S. „Dick“ Bruno (* 21. August 1924 in den Vereinigten Staaten; † 11. Januar 2012 in Port Townsend, Washington) war ein US-amerikanischer Kostümbildner und Kostümberater.

## Leben und Wirken
Richard S. Bruno erhielt seine künstlerische Ausbildung an der University of Chicago und war anschließend viele Jahre lang Angestellter bei Western Costume, dem in Hollywood beheimateten, größten Kostümverleih der USA. Bruno begann seine filmische Laufbahn in den 1950er Jahren bei American International Pictures. Mit Vollendung seines 40. Lebensjahres ist Bruno als Kostümbildner beim Film nachweisbar. Seit Jahresbeginn 1965 gestaltete Bruno zunächst die Kostüme zu mehreren, zumeist für ein jugendliches Publikum konzipierten B-Film-Komödien bzw. wirkte er bei diesen Billigfilmchen als Kostümberater im Dienste von Western Costume. Wenig später (Ende der 60er Jahre) zeichnete Richard „Dick“ Bruno für die Garderobe bei einigen nicht minder kostengünstigen Streifen mit jugendrebellischen und PS-starken Inhalten verantwortlich, darunter Morgen holt euch der Teufel, Wild in den Straßen und Rebellen in Lederjacken.
Brunos Aufstieg in die A-Kino-Liga fand im Laufe der 1970er Jahre statt, als er mit arrivierten Filmleuten wie Roman Polański (Chinatown) und Warren Beatty (Der Himmel soll warten) zusammenarbeitete. Seit seiner Begegnung mit Robert De Niro 1976 (New York, New York) avancierte Bruno zum Top-Kostümier für Männerbekleidung. Bruno entwarf seitdem regelmäßig die Kostüme De Niros, besonders wirkungsvoll, wenn dieser in „Zeitstoffen“ auftrat, d. h. in kostümintensiven Geschichten, die im Amerika der ersten Hälfte des 20. Jahrhunderts spielten, darunter Wie ein wilder Stier, The King of Comedy, Es war einmal in Amerika, The Untouchables – Die Unbestechlichen und vor allem GoodFellas – Drei Jahrzehnte in der Mafia. Für seine zeitlos eleganten Entwürfe zu diesem letztgenannten Mafiafilm-Epos wurde Dick Bruno 1991 mit dem BAFTA-Award belohnt.
1998 zog sich Richard „Dick“ Bruno aus dem Filmgeschäft zurück und verbrachte seinen Lebensabend im äußersten Nordwesten der USA, im Bundesstaat Washington. Anfang 2012, zum Zeitpunkt seines Todes, pries Mary Rose, die Präsidentin der amerikanischen Costume Designers Guild, den Kollegen in einem Nachruf mit folgenden Worten: „Richard Bruno was a remarkably gifted designer especially in designing costumes for male characters. Always a professional, he was well respected by the industry and will be greatly missed by all of us.“

## Filmografie
- 1965: Ski Party
- 1965: How to Stuff a Wild Bikini
- 1965: Dr. Goldfoot und seine Bikini-Mädchen (Dr. Goldfoot and the Bikini Machine)
- 1965: Sergeant Deadhead
- 1966: The Ghost in the Invisible Bikini
- 1966: Morgen holt euch der Teufel (Fireball 500)
- 1967: Rebellen in Lederjacken (Devil‘s Angels)
- 1967: Wild in den Straßen (Wild in the Streets)
- 1967: The Trip
- 1968: Maryjane
- 1968: Die grausamen Sieben (The Savage Seven)
- 1968: Die teuflischen Acht (The Devil‘s Eight)
- 1968: Alien Terror (Invasión siniestra / The Incredible Invasion) (UA: 1971)
- 1969: Voodoo Child (The Dunwich Horror)
- 1969: McGee, der Tiger (Darker Than Amber)
- 1970: 100 Dollar mehr, wenn’s ein Junge wird (The Baby Maker)
- 1971: Der weite Ritt (The Hired Hand)
- 1971: Asphaltrennen (Two-Lane Blacktop)
- 1971: El Capitano (Something Big)
- 1972: Deadhead Miles
- 1972: Santee – Der Einzelgänger (Santee)
- 1972: Cherie Bitter (The Way We Were)
- 1972: Ganoven auf Abwegen (Steelyard Blues)
- 1973: Westworld
- 1974: Chinatown
- 1975: Einmal ist nicht genug (Once is Not a Enough)
- 1976: New York, New York
- 1977: Der Himmel soll warten (Heaven Can Wait)
- 1978: Eisfieber (Ice Castles)
- 1978: Spiel mit der Liebe (Players)
- 1978: Wanda Nevada
- 1979: Das Grauen kommt um Zehn (When a Stranger Calls)
- 1980: Wie ein wilder Stier (Raging Bull)
- 1981: Ich glaub’, mich knutscht ein Elch! (Stripes)
- 1982: The King of Comedy
- 1983: Gorky Park
- 1983: Es war einmal in Amerika (Once Upon a Time in America)
- 1984: Karate Kid (The Karate Kid)
- 1984: Der Liebe verfallen (Falling in Love)
- 1985: Wise Guys – Zwei Superpflaumen in der Unterwelt (Wise Guys)
- 1986: Die Farbe des Geldes (The Color of Money)
- 1986: The Untouchables – Die Unbestechlichen (The Untouchables)
- 1986: Roxanne
- 1987: Big Shots – Zwei Kids gegen die Unterwelt (Big Shots)
- 1987: Mörderischer Vorsprung (Shoot to Kill)
- 1988: Red Scorpion
- 1988: Die Verdammten des Krieges (Casualties of War)
- 1990: GoodFellas – Drei Jahrzehnte in der Mafia (Goodfellas)
- 1990: Schuldig bei Verdacht (Guilty by Suspicion)
- 1991: Alarmstufe: Rot (Under Siege)
- 1992: Night and the City
- 1992: Mistress – Die Geliebten von Hollywood (Mistress)
- 1994: Alarmstufe: Rot 2 (Under Siege 2: Dark Territory)
- 1996: Eraser
- 1996: Harlem, N.Y.C. – Der Preis der Macht (Hoodlum)
- 1997: Species II